# Ainsley Maitland-Niles
Ainsley Cory Maitland-Niles (Londres, Inglaterra, Reino Unido, 29 de agosto de 1997) es un futbolista británico que juega de centrocampista o defensa en el Olympique de Lyon de la Ligue 1 de Francia.

## Trayectoria
Debutó profesionalmente en el cuadro inglés el 9 de diciembre de 2014, a los 17 años y 102 días, reemplazando a Aaron Ramsey en el minuto 46 del partido de la Liga de Campeones 2014-15 frente al Galatasaray S. K., en donde se transformó en el segundo jugador más joven en debutar en este torneo en la historia del club después de Jack Wilshere.[cita requerida]
El 2 de julio de 2015 se confirmó su cesión para la temporada 2015-16 al Ipswich Town.
En enero de 2022 se marchó al fútbol italiano tras ser cedido a la A. S. Roma hasta final de temporada. El 1 de septiembre de ese mismo año fue el Southampton F. C. quien logró su cesión. Una vez esta finalizó ya no regresó a la entidad londinense al expirar su contrato.
En agosto de 2023 se convirtió en jugador del Olympique de Lyon, donde firmó un contrato hasta 2027.

## Selección nacional
Es internacional con la selección de fútbol de Inglaterra, habiéndolo sido anteriormente en categorías sub-17, sub-18, sub-19, sub-20 y sub-21.
En agosto de 2020 fue convocado para los partidos de la Liga de las Naciones de la UEFA 2020-21 ante Islandia y Dinamarca, debutando ante esta última el 8 de septiembre.

## Estadísticas

### Clubes
Actualizado al último partido disputado el 7 de noviembre de 2024.
| Club                                  | Div.          | Temporada     | Liga  | Liga  | Copas nacionales | Copas nacionales | Torneos internacionales | Torneos internacionales | Total | Total | Media goleadora |
| Club                                  | Div.          | Temporada     | Part. | Goles | Part.            | Goles            | Part.                   | Goles                   | Part. | Goles | Media goleadora |
| ------------------------------------- | ------------- | ------------- | ----- | ----- | ---------------- | ---------------- | ----------------------- | ----------------------- | ----- | ----- | --------------- |
| Arsenal F. C. Inglaterra              | 1.ª           | 2014-15       | 1     | 0     | 1                | 0                | 1                       | 0                       | 3     | 0     | 0               |
| Ipswich Town F. C. Inglaterra         | 2.ª           | 2015-16       | 30    | 1     | 2                | 1                | —                       | —                       | 32    | 2     | 0.06            |
| Ipswich Town F. C. Inglaterra         | Total club    | Total club    | 30    | 1     | 2                | 1                | 0                       | 0                       | 32    | 2     | 0.06            |
| Arsenal F. C. Inglaterra              | 1.ª           | 2016-17       | 1     | 0     | 6                | 0                | 0                       | 0                       | 7     | 0     | 0               |
| Arsenal F. C. Inglaterra              | 1.ª           | 2017-18       | 15    | 0     | 4                | 0                | 9                       | 0                       | 28    | 0     | 0               |
| Arsenal F. C. Inglaterra              | 1.ª           | 2018-19       | 16    | 1     | 4                | 0                | 10                      | 1                       | 30    | 2     | 0.07            |
| Arsenal F. C. Inglaterra              | 1.ª           | 2019-20       | 20    | 0     | 6                | 1                | 6                       | 0                       | 32    | 1     | 0.03            |
| Arsenal F. C. Inglaterra              | 1.ª           | 2020-21       | 11    | 0     | 5                | 0                | 5                       | 0                       | 21    | 0     | 0               |
| West Bromwich Albion F. C. Inglaterra | 1.ª           | 2020-21       | 15    | 0     | —                | —                | —                       | —                       | 15    | 0     | 0               |
| West Bromwich Albion F. C. Inglaterra | Total club    | Total club    | 15    | 0     | 0                | 0                | 0                       | 0                       | 15    | 0     | 0               |
| Arsenal F. C. Inglaterra              | 1.ª           | 2021-22       | 8     | 0     | 3                | 0                | —                       | —                       | 11    | 0     | 0               |
| Arsenal F. C. Inglaterra              | Total club    | Total club    | 72    | 1     | 29               | 1                | 31                      | 1                       | 132   | 3     | 0.02            |
| A. S. Roma · Italia                   | 1.ª           | 2021-22       | 8     | 0     | 1                | 0                | 3                       | 0                       | 12    | 0     | 0               |
| A. S. Roma · Italia                   | Total club    | Total club    | 8     | 0     | 1                | 0                | 3                       | 0                       | 12    | 0     | 0               |
| Southampton F. C. Inglaterra          | 1.ª           | 2022-23       | 22    | 0     | 4                | 0                | —                       | —                       | 26    | 0     | 0               |
| Southampton F. C. Inglaterra          | Total club    | Total club    | 22    | 0     | 4                | 0                | 0                       | 0                       | 26    | 0     | 0               |
| Olympique de Lyon Francia             | 1.ª           | 2023-24       | 23    | 1     | 6                | 1                | —                       | —                       | 29    | 2     | 0.07            |
| Olympique de Lyon Francia             | 1.ª           | 2024-25       | 10    | 1     | 0                | 0                | 4                       | 0                       | 14    | 1     | 0.07            |
| Olympique de Lyon Francia             | Total club    | Total club    | 33    | 1     | 6                | 1                | 4                       | 0                       | 43    | 3     | 0.07            |
| Total carrera                         | Total carrera | Total carrera | 180   | 4     | 42               | 3                | 38                      | 1                       | 260   | 8     | 0.03            |

## Palmarés

### Títulos nacionales
| Título           | Club          | País       | Año  |
| ---------------- | ------------- | ---------- | ---- |
| Community Shield | Arsenal F. C. | Inglaterra | 2017 |
| FA Cup           | Arsenal F. C. | Inglaterra | 2020 |
| Community Shield | Arsenal F. C. | Inglaterra | 2020 |

### Títulos internacionales
| Título                             | Club (*)          | País          | Año  |
| ---------------------------------- | ----------------- | ------------- | ---- |
| Mundial sub-20                     | Inglaterra sub-20 | Corea del Sur | 2017 |
| Liga Europa Conferencia de la UEFA | A. S. Roma        | Albania       | 2022 |

(*) Incluyendo la selección.